# Fozil Amirov
Fozil Fayzrahmonovich Amirov (* 26. Januar 1914 in Buxoro; † 7. Juli 1979 in Taschkent) war ein usbekisch-sowjetischer Wissenschaftler, Chirurg und Experte für topografische Anatomie, Doktor der medizinischen Wissenschaften (1960) und ab 1961 Professor.

## Leben
Im Jahr 1938 absolvierte er das Taschkenter Medizinischen Institut (TashMI). Er war Teilnehmer am Großen Vaterländischen Krieg. Im Jahr 1943 arbeitete er als leitender Chirurg in einem Evakuierungskrankenhaus und wurde mit dem Orden des Roten Sterns ausgezeichnet. Von 1944 bis 1946 war er als leitender Chirurg in der Armee an der Befreiung von Ungarn und Rumänien beteiligt. Im Jahr 1945 wurde er mit dem Orden des Vaterländischen Krieges II. Grades sowie den Medaillen Für die Verteidigung von Stalingrad und Für den Sieg über Deutschland ausgezeichnet.
Von 1947 bis 1957 arbeitete er als stellvertretender Dekan der medizinischen und zahnmedizinischen Fakultäten. Ab 1949 war er Kandidat der Wissenschaften. Den Doktortitel erhielt er 1959 (Dissertationsthema Plastische Chirurgie von Defekten und Bronchien im Experiment). Im Jahr 1954 wurde er mit der Medaille Für heldenhafte Arbeit ausgezeichnet. Im Jahr 1956 erhielt er eine Ehrenurkunde des Obersten Sowjets der Usbekischen SSR.
Im Jahr 1970 wurde er mit der Medaille Für heldenhafte Arbeit ausgezeichnet. Im Jahr 1971 erhielt er den Titel Verdienter Wissenschaftler der Usbekischen SSR. Im Jahr 1974 wurde ihm der Staatspreis der UdSSR Für die Entwicklung rekonstruktiver Operationen an Luftröhre und Bronchien verliehen. Von 1966 bis 1979 war er Leiter des Lehrstuhls für operative Chirurgie mit topografischer Anatomie am TashMI. Er war Vorsitzender der methodischen Sektion zur Optimierung des Lehrprozesses am Institut, von 1959 bis 1967 Prorektor für wissenschaftliche Arbeit am TashMI.
Er starb 1979 in Taschkent und wurde auf dem Friedhof Minor beerdigt.

## Ehrungen
- Verdienter Wissenschaftler der Usbekischen SSR
- Preisträger des Staatspreis der UdSSR (1974)
- Orden des Roten Sterns
- Orden des Vaterländischen Krieges (II. Klasse)